# Drohobych (tỉnh)
Tỉnh Drohobych (tiếng Ukraina: Дрогобицька область, đã Latinh hoá: Drohobytska oblast) là một tỉnh của Cộng hòa Xã hội chủ nghĩa Xô viết Ukraina từ ngày 4 tháng 12 năm 1939 đến ngày 21 tháng 5 năm 1959. Tỉnh Drohobytsk được sáp nhập vào tỉnh Lviv. Trung tâm hành chính là thành phố Drohobych. Tỉnh có diện tích khoảng 9.600 km², và tính đến năm 1956 có dân số 853.000 người.

## Lịch sử
Tỉnh Drohobych là một trong sáu tỉnh (năm tỉnh còn lại là tỉnh Lviv, tỉnh Rivne , tỉnh Stanislav (Ivano-Frankivsk), tỉnh Tarnopil (Ternopil) và tỉnh Volyn) được thành lập trên lãnh thổ Tây Ukraina sau cuộc xâm lược Ba Lan năm 1939.
Vào ngày 27 tháng 11 năm 1939, tám powiat của tỉnh Lwow và hai powiat của tỉnh Stanislawow được chỉ định để thành lập tỉnh Drohobych, việc thành lập đã được xác nhận vào ngày 4 tháng 12 năm 1939.
- Dobromyl
- Drohobych
- Lesko
- Mostyska
- Peremyshl
- Rudky
- Sambir
- Zhydachiv
- Stryi
- Turka

Vào ngày 17 tháng 1 năm 1940, tỉnh này được chia thành 30 raion và năm đô thị: Bircha (làng), Boryslav (thành phố), Vysotsko-Vyzhnie (làng), Dobromyl (thành phố), Drohobych (thành phố), Dubliany (làng), Zhydachiv (thành phố), Zhuravno (làng), Komarno (thành phố), Krukenych (làng), Lavochne (làng), Lysko (thành phố), Medenytsia (thị trấn), Medyka (làng), Mostyska (thành phố), Mykolaiv (thành phố), Streliski Novi (thị trấn), Peremyshl (thành phố), Pidbuzh (làng), Rudky (thành phố), Sambir (thành phố), Skole (thành phố), Staryi Sambir (thành phố), Strilky (làng), Stryi (thành phố), Sudova Vyshnia (thành phố), Turka (thành phố), Ustryki Dolni (thị trấn), Khodoriv (thành phố), Khyriv (thị trấn). Municipalities were Boryslav, Drohobych, Peremyshl, Sambir, Stryi. Ngày 15 tháng 8 năm 1940, raion Boryslav bị giải thể. Vào ngày 11 tháng 11 năm 1940, một số raion được chỉ định lại: Vysotsko-Vyzhnie thành Borynia (làng) và Lavochne-Slavsko (làng).
Sau khi tỉnh này được chiếm lại từ Đức vào ngày 15 tháng 8 năm 1944, ba raion được đổi tên: Zhydechuv thành Zhydachiv, Streliski Novi thành Novi Strelyshcha, và Ustryki Dolni thành Nyzhnio Ustryki. Đến tháng 3 năm 1945, raion Bircha, raion Lisko, và hầu hết raion Peremyshl (gồm thành phố Przemyśl) được chuyển sang Ba Lan. Trên phần còn lại của raion Peremyshl trước đây, raion Nyzhankovychy (có trung tâm là thị trấn Nyzhankovychy) được thành lập. Vào ngày 15 tháng 5 năm 1948, toàn bộ raion Medyka cũng được chuyển cho Ba Lan. Ngày 15 tháng 7 năm 1951, đô thị Truskavets được thành lập. Ngày 10 tháng 12 năm 1951, raion Nyzhnio Ustryky tiếp tục theo một quá trình chuyển giao khác cho Ba Lan. Tháng 7 năm 1957, raion Khyriv bị giải thể. Năm raion khác được thanh lý vào ngày 21 tháng 1 năm 1959: Dubliany, Zhuravno, Krukenych, Novi Strelyshcha và Strilky. Khoảng trước tháng 5 năm 1959, raion Pidbuzh bị thanh lý, tuy nhiên raion Boryslav được phục hồi. Vào ngày 1 tháng 5 năm 1959, có 19 raion và năm thành phố. Ngày 21 tháng 5 năm 1959, tỉnh Drohobych được sáp nhập với tỉnh Lviv.

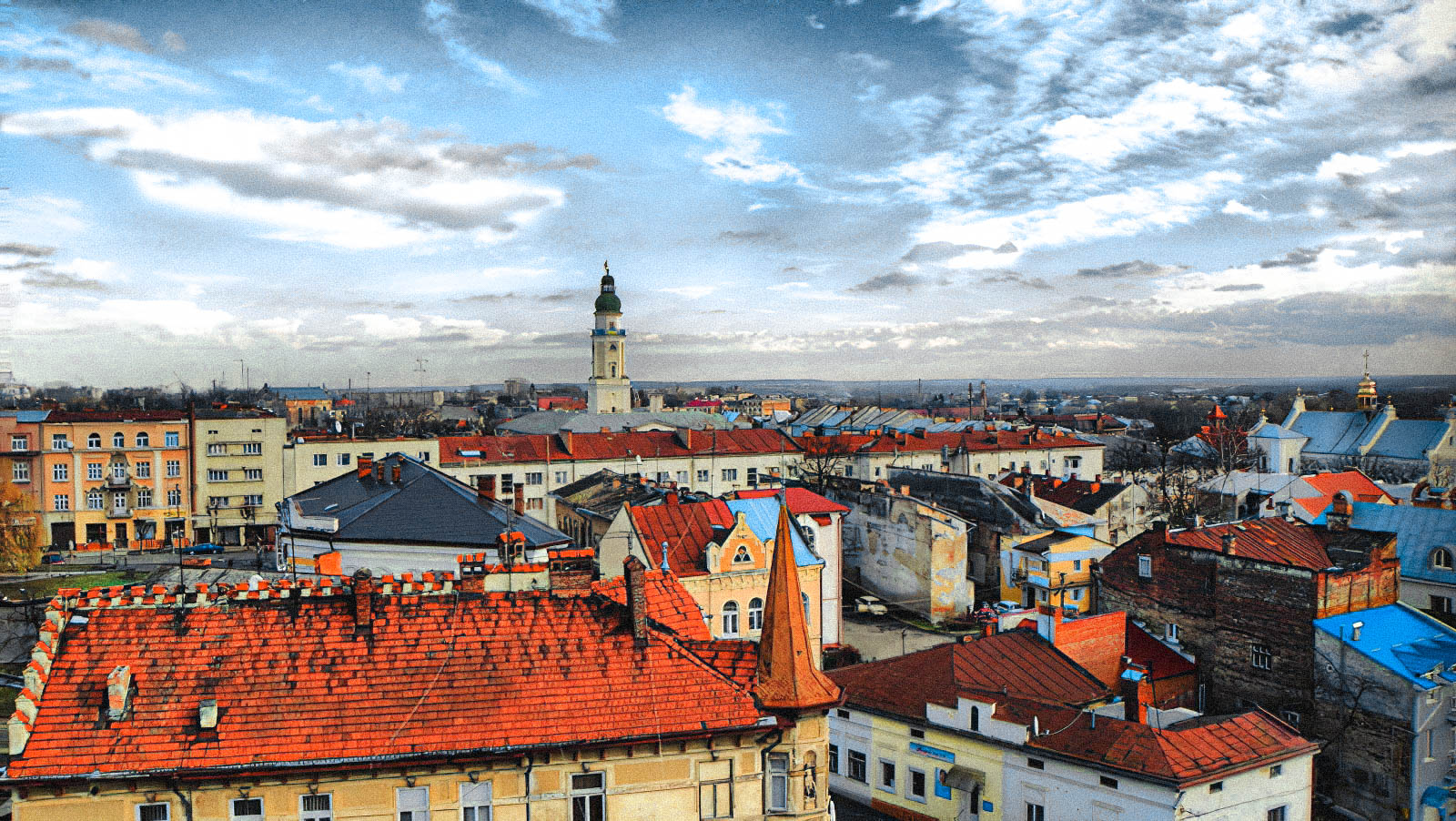
Drohobych
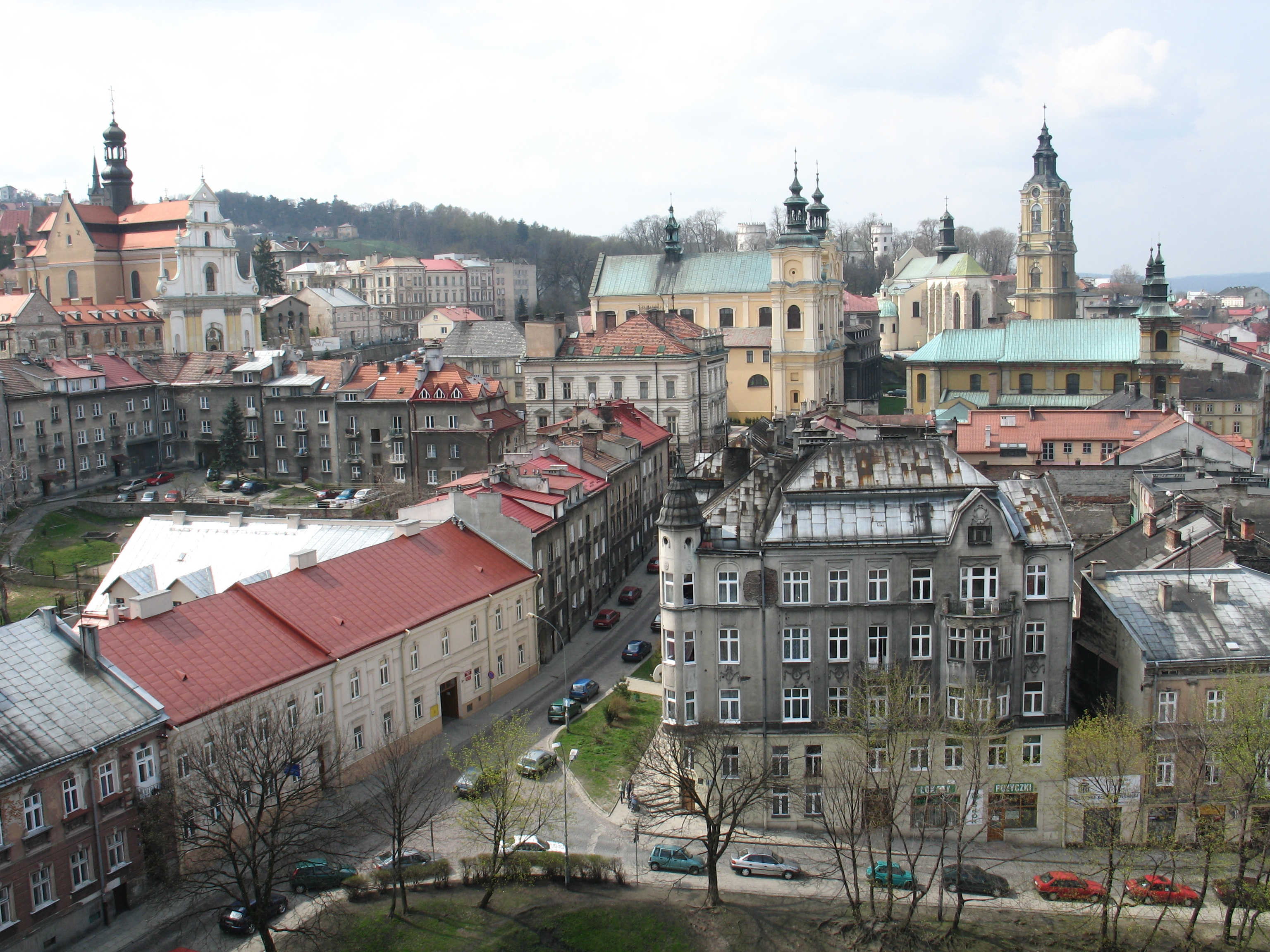
Peremyshl
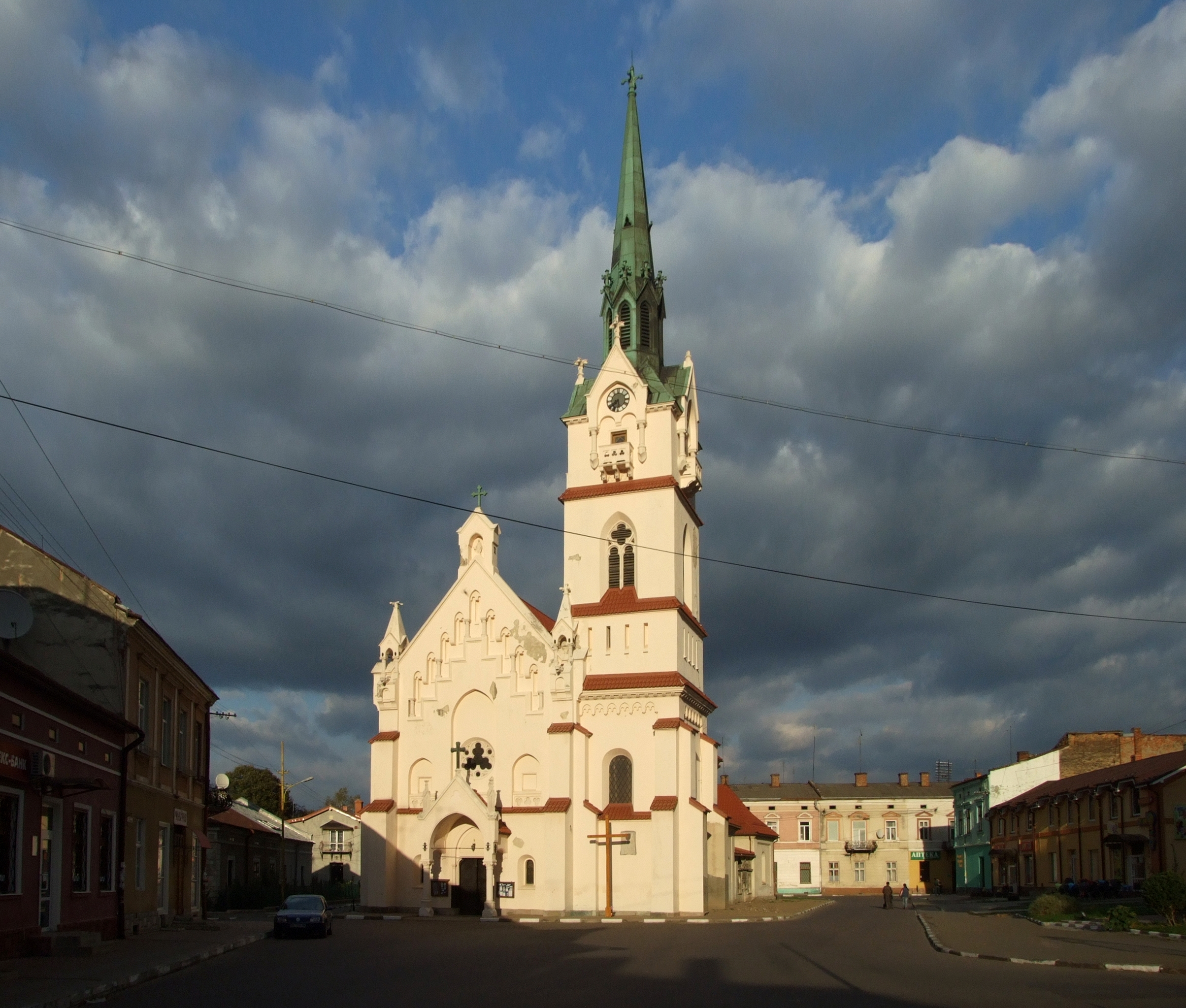
Stryi
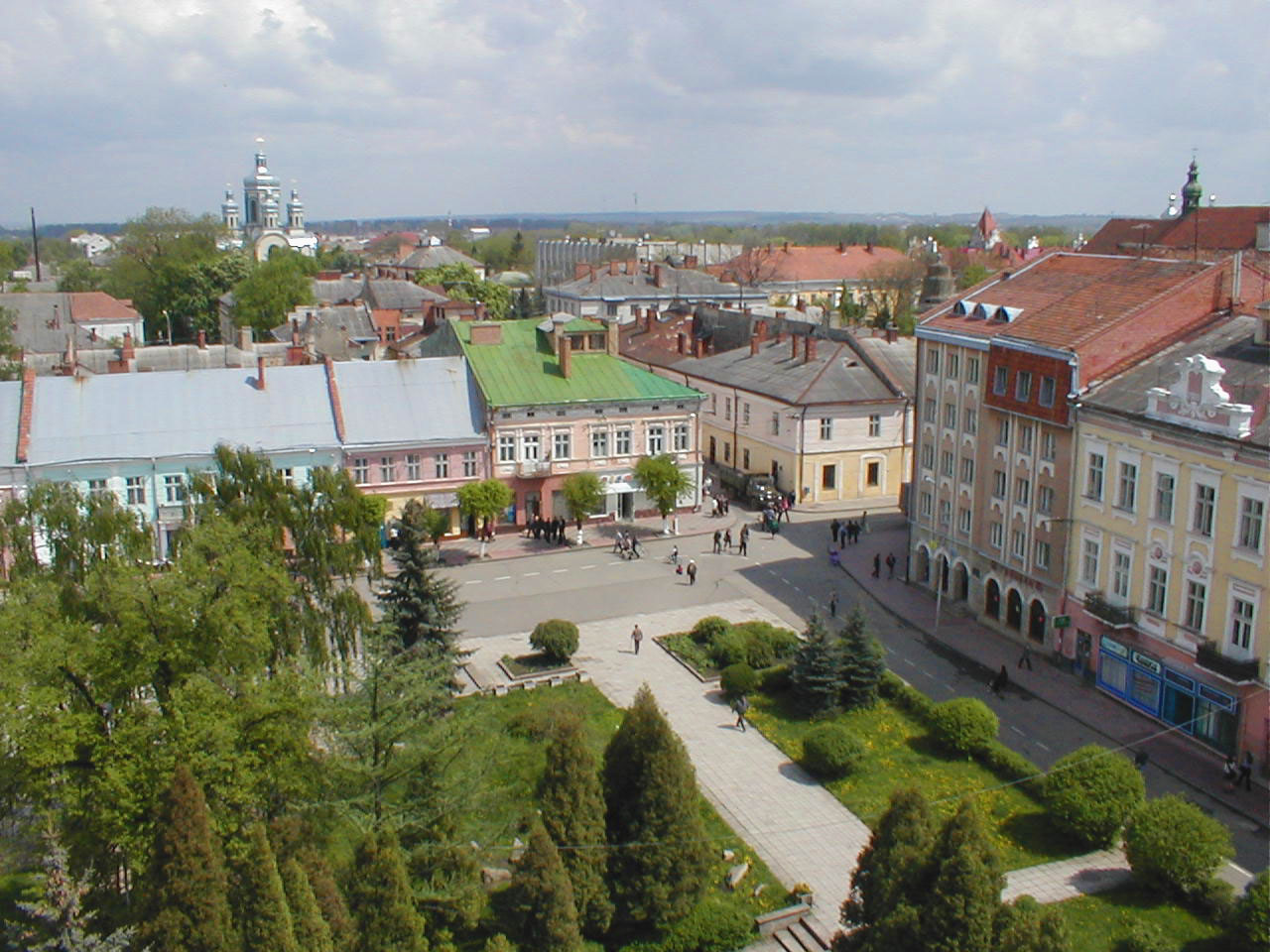
Sambir

## Lãnh đạo
Khu vực được lãnh đạo bởi:
Bí thư thứ nhất của ủy ban khu vực của Đảng Cộng sản:
- Yakiv Mykytovych Tkach  (1939—1941),
- Oleksenko Stepan Antonovych (1944—1946),
- Ivan Grigorovich Horobets  (1947—1949),
- Oleksenko Stepan Antonovych (1949—1952),
- Gapiy Dmytro Gavrylovich (1952—1956),
- Volodymyr Mykolayovych Druzhinin (1956—1959).

Cơ quan đại diện cao nhất của khu vực Drohobych là Hội đồng đại biểu nhân dân tỉnh Drohobych và cơ quan quản lý của nó - Ủy ban điều hành của Hội đồng khu vực (Ủy ban điều hành tỉnh).
Những người đứng đầu của ủy ban điều hành tỉnh là:
- Danylo Dmytrovych Lezhenko (1939—1941 và 1944—1946),
- Ivan Yuriyovych Kravchuk (1946—1947),
- Yavorskyi Ivan Yosypovych (1947—1951),
- Tarnavskyi Ilya Evstakhiovych (1951—1952),
- Ivan Yosypovych Yavorskyi (1952—1957),
- Tarnavskyi Ilya Evstakhiovych (1957—1959)